# Kapalikowie
Kapalikowie (nosiciele czaszek) – jedna ze szkół śiwaizmu. Zbliżona do ugrupowania aghorich, którzy byli ich następcami, kapalikowie są jednak o wiele starszą i bardziej rozpowszechnioną grupą ascetyczną. Obecnie grupa ta już nie istnieje, przetrwały jednak w śiwaizmie pewne ślady jej wierzeń. Ustalenie obiektywnych i wiarygodnych faktów na temat kapalików jest bardzo trudne, gdyż większość istniejących informacji pochodzi ze źródeł ich przeciwników.
Mircea Eliade uznaje działalność kapalików za przejaw degradacji systemu duchowego na skutek niezrozumienia symboliki, jaką kapalikowie (i aghori) się posługiwali. Symbolem, który uległ tej degradacji, jest śmāśana (cmentarz) i siedzenie na zwłokach jako symbol ascezy i medytacji, które kapalikowie potraktowali dosłownie i materialnie.

## Źródła wiedzy
Kapalikowie wspominani są już w upaniszadzie Matrajani (jako kāpālin) i w inskrypcji z VII w., która wzmiankuje boga Kapāleśvarę i jego czcicieli-ascetów. Oddawali oni cześć Śiwie rozumianemu jako Māhākāla (wielki niszczyciel) i Kapālabhryt (nosiciel czaszek).
Wzmianki o kapalikach pochodzące z VI w. są liczniejsze, znajdują się Dasiakumaraćaricie i w relacji podróżnika Xuanzanga. Z VIII w. pochodzi przekaz Bhawabhutiego, który w dramacie Mālatīimādhava przedstawił jednego z nich w chwili składania krwawej ofiary z dziewicy. Eliade podaje fragment sztuki z XI w. Prabodhaćandrodaja, w którym jeden z kapalików mówi: Mój naszyjnik i moje ozdoby zrobione są z kości ludzkich. Mieszkam wśród prochów zmarłych i jadam z czaszek [...]. Płyny pijemy z czaszek braminów; nasze święte ognie są zasilane mózgami i płucami ludzkimi zmieszanymi z ich mięsem, uspokajamy straszliwego boga ofiarami ludzkimi, pokrytymi świeżą krwią, która tryska z ran ich gardzieli [...]. Taka jest potęga naszej religii, że rozkazuję Hari-Harze i największym i najstarszym bogom; zatrzymuję planety na ich drodze po niebie [...]. Istnieją też późniejsze relacje europejskie i arabskie, np. Dabistan Muhsina-i-Faniego.

## Zwyczaje kultowe
Kapalikowie stosowali praktyki orgiastyczne i okrutne rytuały, do których należał także kanibalizm. Przypominali o wiele bardziej umiarkowanych wamaczarinów w tantrze. Kapalikowie uważali, że bez rozwiązłości i okrucieństwa nie można uzyskać siddhi, mocy magicznych obecnych w magicznych i alchemicznych aspektach jogi. Przez arabskich i europejskich podróżników kapalikowie bywali myleni ze wszystkimi joginami, a zwłaszcza z aghori i wamaczarinami, stąd też pochodzi wiele arabskich i europejskich mitów o okrucieństwie religii indyjskiej, zwłaszcza kultu Kali. Zjawisko to było marginalne, ale ofiary z ludzi zdarzały się w Indiach jeszcze w wieku XIX i były związane z resztkami kapalików i aghorich oraz z matriarchalnymi kultami pogranicza tybetańskiego.